# Never Gonna Not Dance Again
"Never Gonna Not Dance Again" er en sang indspillet af den amerikanske sanger Pink. Den udkom som single 4. november 2022 og vil indgå i hendes niende studiealbum Trustfall (2023).
Sangens titel minder om titlen på Sugababes’ nummer Never Gonna Dance Again, men med den helt modsatte betydning.

## Baggrund og udgivelse
Den 6. oktober 2022 annoncerede Pink, at hun ville turnere i Storbritannien og Europa som en del af sin sommerkarnevalsturné i 2023. Den 17. oktober 2022, to uger før sangens udgivelse, drillede Pink sangen og udgav et uddrag på sociale medier. Sangen blev tilgængelig til streaming på Apple Music og Spotify den 4. november 2022.

## Beskrivelse
Sangen blev beskrevet som "en optimistisk hymne om at danse gennem vores evigt hårde tider". En tilknyttet pressemeddelelse kaldte nummeret "vibrerende, glædesfuld og euforisk". I et interview med Good Morning America sagde Pink, at "du kan tage alt, hvad jeg har, men du kan ikke tage min glæde."

## Musikvideo
Musikvideoen blev udgivet på YouTube samme dag. Pink ses iført et farverigt outfit og rulleskøjteløb i en købmand og en parkeringsplads. Til sidst forvandles førstnævnte til en natklub.